# Brécey
Brécey település Franciaországban, Manche megyében. Lakosainak száma 2166 fő (2022. január 1.). Brécey Les Loges-sur-Brécey, Les Cresnays, Le Grand-Celland, Notre-Dame-de-Livoye, Le Petit-Celland, Reffuveille, Saint-Georges-de-Livoye, Saint-Laurent-de-Cuves és Vernix községekkel határos.

## Népesség
A település népességének változása:
| Lakosok száma | 2046 | 1980 | 2029 | 2150 | 2125 | 2083 | 2120 | 2139 | 2168 | 2166 |
|               | 1968 | 1982 | 1990 | 2006 | 2013 | 2015 | 2017 | 2019 | 2020 | 2022 |